# Eileen O'Faolain
Eileen O'Faolain est une auteure irlandaise de livres pour enfants née le 10 juin 1900 à Cork et décédée le 20 septembre 1988 au St. Vincent's University Hospital de Dublin.

## Famille et jeunesse

### Famille
Eileen O'Faolain, de son nom de jeune fille Eileen Gould, naît au 5 Lee Road à Cork le 10 juin 1900. Ses parents sont Joseph Gould, ingénieur, et Julia Gould (née O'Connell). Elle a quatre frères et sœurs. Sa mère meurt jeune. Les enfants sont élevés par leur tante maternelle au 4 Walls Terrace à Sunday's Well dans la banlieue de Cork.

### Jeunesse
Elle fait ses études en Irlande et obtient un diplôme en économie à l'University College Cork (UCC) en 1923. Eileen passe des vacances d'été dans l'ouest de Cork où elle rencontre Seán Ó Faoláin dans une école d'été en langue irlandaise, le Presentation Brothers College. Tous deux se retrouvent dans une nouvelle école d'été à Ballingeary, où ils entament une relation. Ils fréquentent l'UCC ensemble, partageant des intérêts mutuels pour la littérature et les mouvements culturels et républicains irlandais.
O'Faolain est une membre active de Cumann na mBan pendant la guerre civile irlandaise, agissant en tant que coursière, partageant les nouvelles de la milice. Elle est arrêtée en février 1923 et emprisonnée pendant plusieurs mois. Elle se détache progressivement du mouvement, estimant que beaucoup de ses compatriotes républicains étaient motivés par « l'amour de [leur] propre ego curel », ce qui tend sa relation avec Seán qui finit par arriver à la même conclusion.

## Carrière professionnelle

### Dans l'éducation
O'Faolain enseigne dans une école nationale à Ballinasloe dans le comté de Galway de 1923 à 1925 puis dans une école technique à Naas dans le comté de Kildare de 1925 à 1927. Elle accepte finalement les demandes de Seán, et le rejoint aux États-Unis alors qu'il est étudiant de troisième cycle à Harvard de 1927 à 1929. Initialement, ils cohabitent dans l'unité d'habitation où elle travaille, puis ils déménagent au 10 Appian Way, à Cambridge, où elle commence à travailler comme secrétaire. Ils se marient le 3 juin 1928 à la cathédrale de la Sainte Croix de Boston, passant leur lune de miel à camper à travers les États-Unis pendant deux mois. Le couple déménage à Londres de 1929 à 1933, où elle enseigne les matières commerciales dans une école couventuelle à Isleworth.

### Dans l'écriture
À leur retour en Irlande en 1933, Seán décide de devenir écrivain à plein temps. Ils vient à Killough House dans le comté de Wicklow de 1933 à 1938, puis construisent une maison à Knockaderry, Killiney dans le comté de Dublin, où ils vivent jusqu'en 1971. C'est là qu'elle créé un jardin qui est resté célèbre. De 1971 à 1988, ils vivent au 17 Rosmeen Park à Dún Laoghaire, dans le comté de Dublin. Le couple a deux enfants, Julia (née en 1932) et Stephen (né en 1938),,.
O'Faolain écrit un certain nombre de romans pour enfants dans les années 1940 qui ont un succès critique et sont largement lus. Ses livres sont illustrés par Nano Reid, Muriel Brandt, Nora McGuinness et Brian Wildsmith. The little black hen (1940) est retravaillé en deux livres par la série pour enfants de Parkside Press en 1945 intitulés The fairy hen et May Eve in fairyland. Chacune des histoires d'O'Faolain se concentre sur un groupe d'enfants ordinaires, vivant en Irlande rurale ou en banlieue, et qui partent vers des aventures inattendues, rencontrant des adultes, des animaux et des fées excentriques. Ses livres des années 1950, elle s'inspire de l'histoire, des mythes et des légendes irlandais, comme dans Irish sagas and folk-tales (1954), dans lequel elle raconte les histoires des Tuatha Dé Danann. Children of the salmon and other Irish folktales (1965) présente des histoires folkloriques irlandaises traduites par Eileen.

## Maladies et fin de vie
Elle souffre d'une maladie quasi-chronique dans les années 1940. Le plus souvent, ses crises d'angoisse et de stress (« maladies liées au stress », comme le dit sa fille) sont provoquées par les infidélités en série de son mari. Elle souffre d'arthrite et d'ulcères d'estomac, et essaye de nombreux régimes et autres techniques pour tenter de les soulager. Elle voyage avec son mari, qui rédige des articles sur ses voyages, et vit de nouveau aux États-Unis alors qu'il est professeur invité à l'université de Princeton de 1959 à 1961.
O'Faolain est admise à l'hôpital St. Vincent's de Dublin pour des saignements internes récurrents. Elle meurt d'un accident vasculaire cérébral le 20 septembre 1988. Dans son testament, elle décide de laisser son corps au Trinity College de Dublin pour la recherche médicale, et ses cendres sont dispersées au lac de Gougane Barra, à l'ouest de Cork.

## Publications
- The little black hen (1940)
- The king of the cats (1941)
- Miss Pennyweather and the Pooka (1942)
- The children of Crooked Castle (1945)
- Miss Pennyweather in the springtime (1946)
- The shadowy man (1949)
- The white rabbit's road (1950)
- Irish sagas and folk-tales (1954)
- High sang the sword (1959)
- Children of the salmon and other Irish folktales (1965)